# Scott Brash
Scott Brash (Edinburgh, 23 november 1985) is een Brits ruiter, die gespecialiseerd is in springen. Brash was onderdeel van het Britse team dat de gouden medaille won in de landenwedstrijd springen in Londen.

## Resultaten
- Wereldruiterspelen 2010 in Lexington 37e individueel springen met Hello Intertoy Z
- Wereldruiterspelen 2010 in Lexington 9e landenwedstrijd springen met Hello Intertoy Z
- Olympische Zomerspelen 2012 in Londen 5e individueel springen met Hello Sanctos
- Olympische Zomerspelen 2012 in Londen  landenwedstrijd springen met Hello Sanctos
- Wereldruiterspelen 2014 in Caen 49e individueel springen met Hello Sanctos
- Wereldruiterspelen 2014 in Caen 18e landenwedstrijd springen met Hello Sanctos

1912: Lewenhaupt, Kilman, von Rosen ·
1920: König, von Rosen, Norling ·
1924: Thelning, Ståhle, Lundström ·
1928: Navarro, Álvarez, García ·
1936: Hasse, von Barnekow, Brandt ·
1948: Mariles, Uriza, Valdés ·
1952: White, Stewart, Llewellyn ·
1956: Winkler, Thiedemann, Lütke-Westhues ·
1960: Winkler, Thiedemann, Schockemöhle ·
1964: Schridde, Jarasinski, Winkler ·
1968: Day, Gayford, Elder ·
1972: Ligges, Wiltfang, Steenken, Winkler ·
1976: Parot, Rozier, Roguet, Roche ·
1980: Tsjoekanov, Poganovsky, Asmaje, Korolkov ·
1984: Fargis, Homfeld, Burr Howard, Smith ·
1988: Beerbaum, Brinkmann, Hafemeister, Sloothaak ·
1992: Raijmakers, Romp, Tops, Lansink ·
1996: Sloothaak, Nieberg, Kirchhoff, Beerbaum ·
2000: Beerbaum, Nieberg, Ehning, Becker ·
2004: Wylde, Ward, Madden, Kappler ·
2008: Ward, Kraut, Simpson, Madden ·
2012: Skelton, Maher, Brash, Charles ·
2016: Rozier, Staut, Bost, Leprévost ·
2020: von Eckermann, Baryard-Johnsson, Fredricson ·
2024: Maher, Charles, Brash